# 香港奧運馬術比賽場地

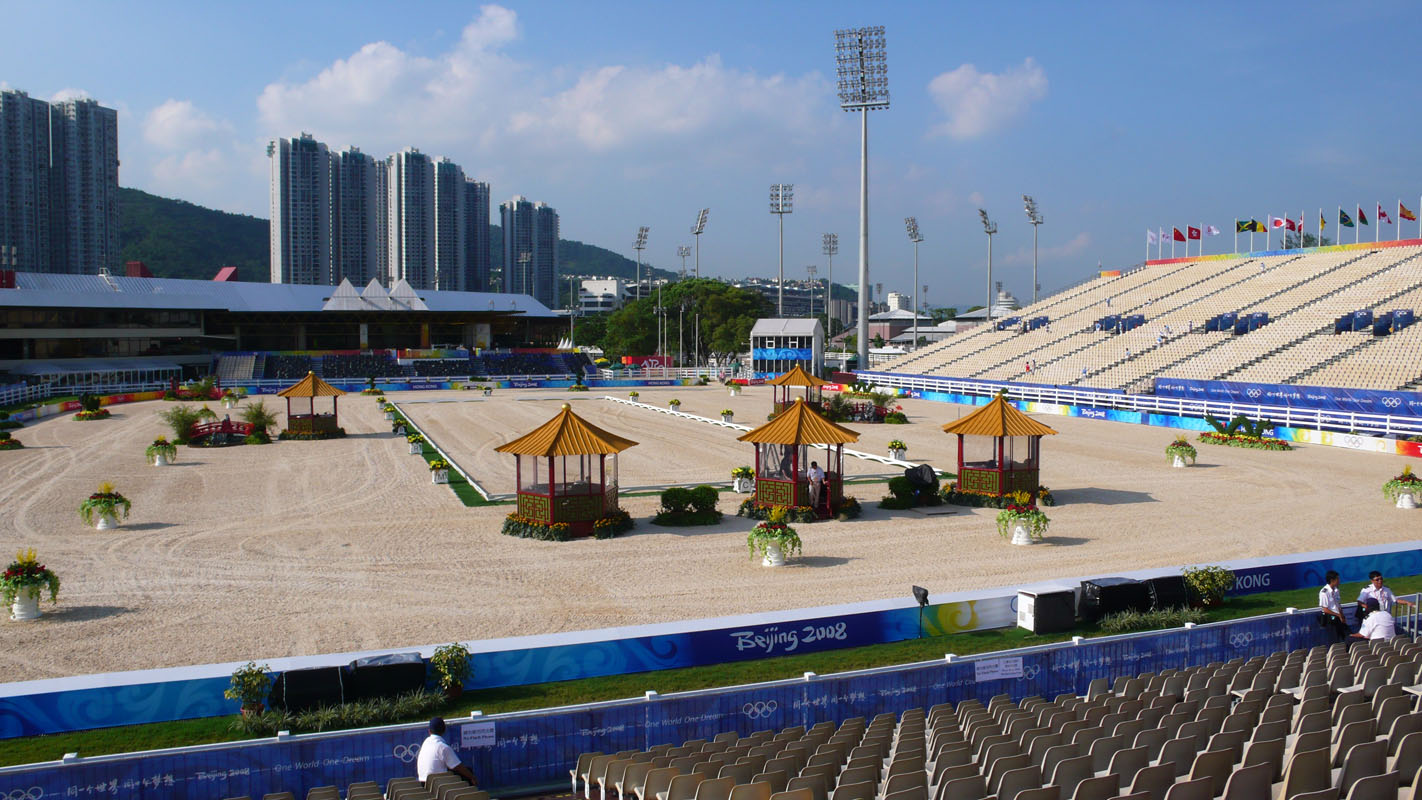
改建自香港體育學院的香港奧運馬術比賽場地（沙田）

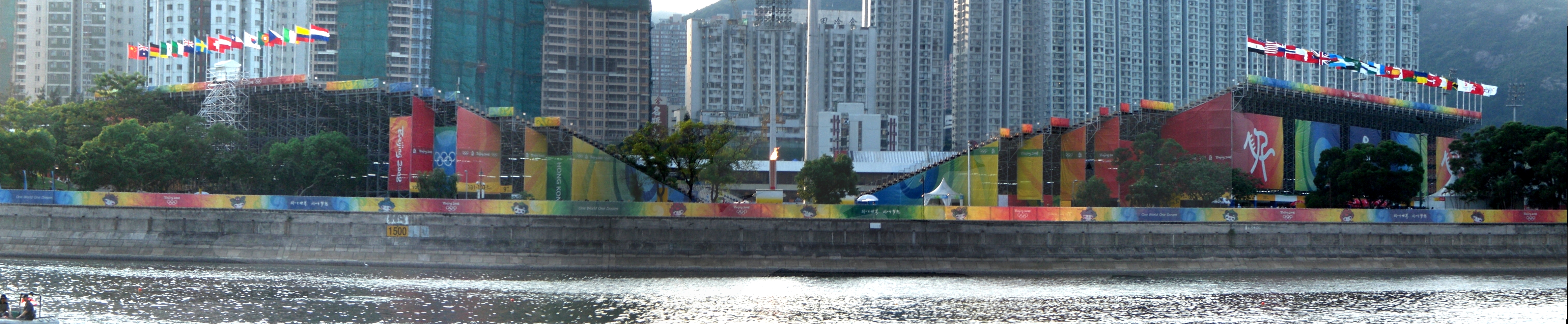
從城門河對岸望向奧運馬術比賽場地

香港奧運馬術比賽場地（Hong Kong Olympic Equestrian Venue）是2008年北京奧運及2008年殘疾奧運的馬術專項的比賽場館，包括位於新界上水的香港賽馬會雙魚河鄉村會所及鄰近的香港高爾夫球會的「越野障礙賽場地」（香港奧運馬術比賽場地（雙魚河）），以及沙田火炭香港體育學院改建的比賽場館（香港奧運馬術比賽場地（沙田）），此外彭福公園及沙田馬場亦被用作訓練場地。
由於殘疾奧運僅設盛裝舞步賽，比賽期間僅利用位於沙田的場館。

## 比賽場地
香港奧運馬術場（沙田）
- 盛裝舞步賽
- 場地障礙賽

香港奧運馬術場（雙魚河）
- 三項賽
  - 越野賽：2008年8月11日進行。

## 奧運馬術主賽場地
奧運馬術比賽場館位於香港的沙田，它是由香港體育學院和沙田馬場擴建而成。其中由香港體育學院運動場改建而成的主賽場地，在奧運期間將會舉行場地障礙賽和盛裝舞步賽兩個項目，比賽場地面積為100米×80米的沙地場，可容納18,000名觀眾。場內設有10多個練習場，其中一個位於室內，配備空調，供盛裝舞步及場地障礙賽訓練用途。另外在場館旁設能提供200個空調馬格的4座主馬房、獨立馬廐和空調大樓，以用作比賽管理總部、貴賓區、傳媒設施及馬匹服務人員宿舍。2007年7月7日場館正式完工。

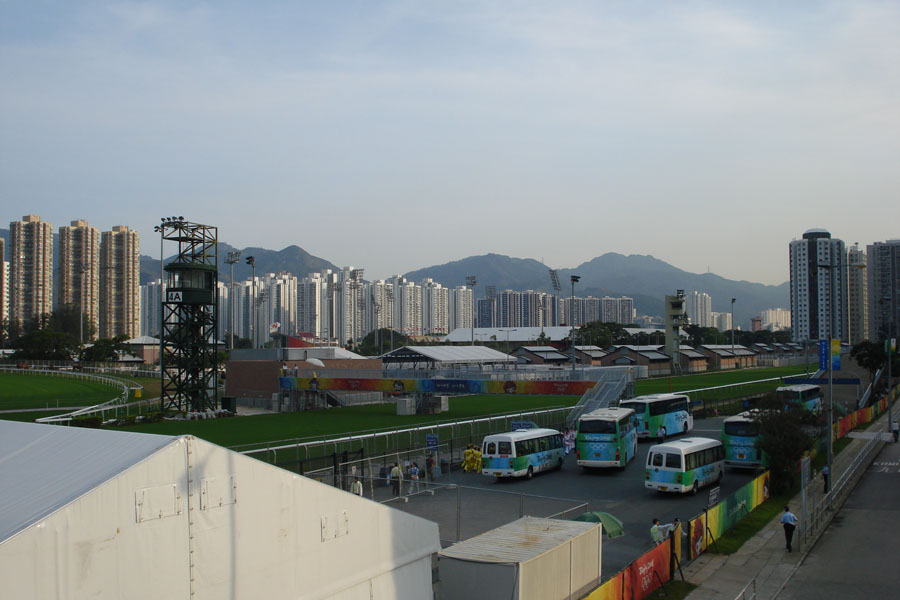
香港奧運馬術比賽場地（沙田）的馬房及後勤區
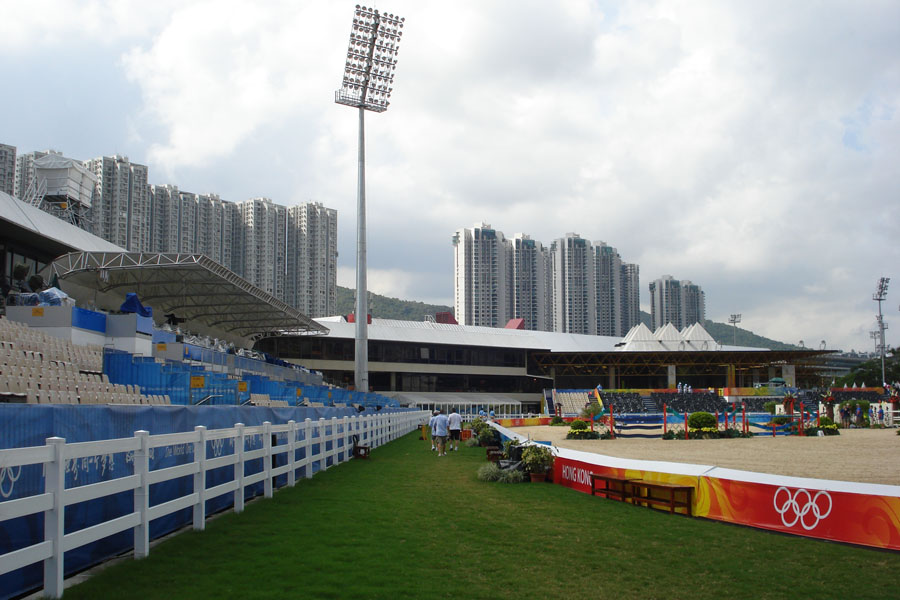
主賽場的西看台（包括媒體區）及北看台
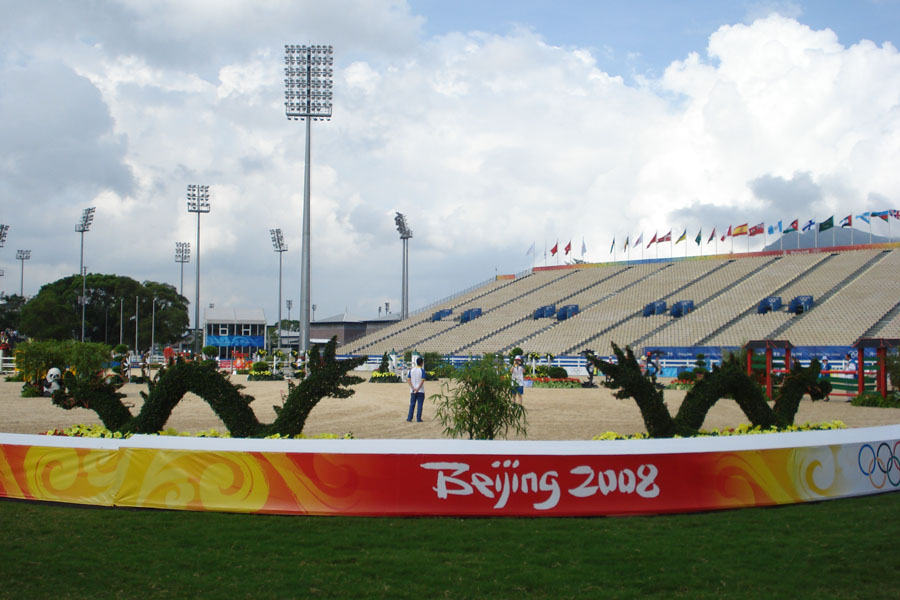
具中國特色的障礙及裝飾
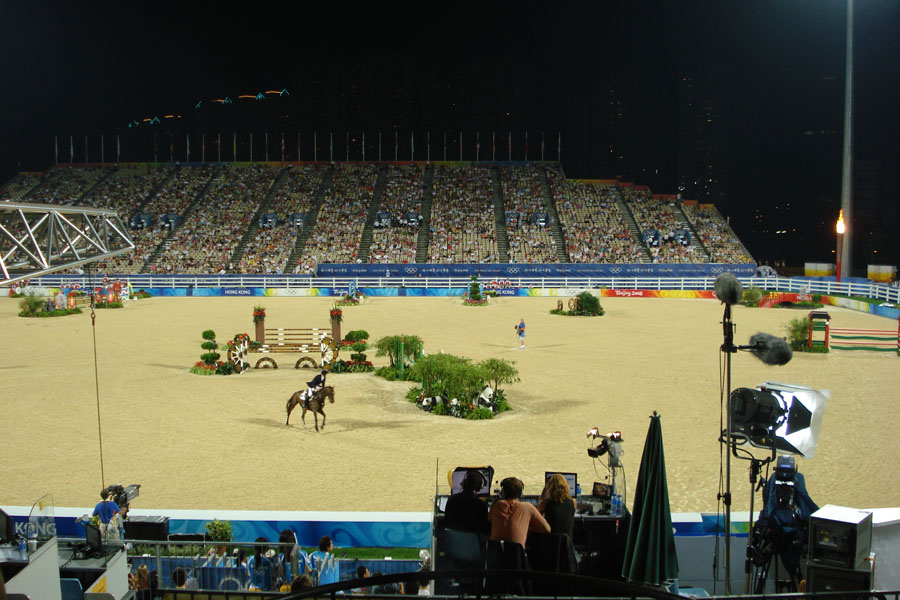
主賽場進行的三項賽－個人場地障礙賽決賽

## 越野障礙賽場地
越野障礙賽場地由上水的香港賽馬會雙魚河鄉村會所及鄰近的香港高爾夫球會改建而成，設一條長5.7公里、10米寬的臨時賽道，及熱身場地，以作三項賽中的越野賽之用。

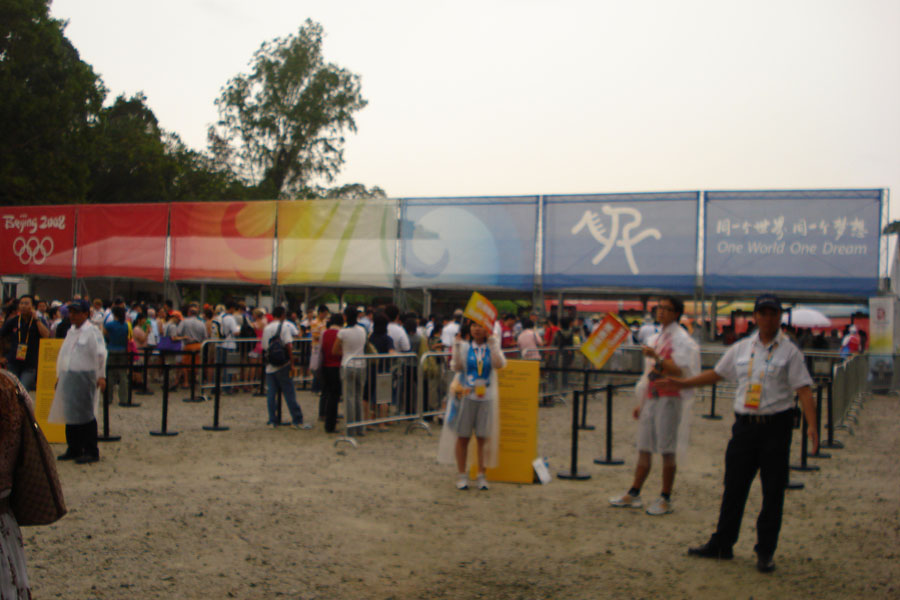
香港奧運馬術比賽場地（雙魚河）觀眾入口
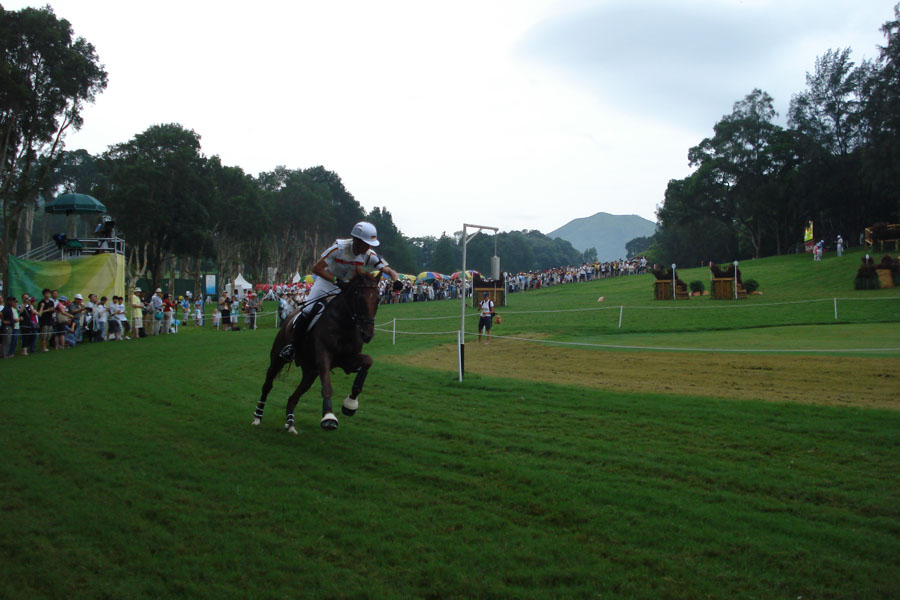
臨時越野賽道
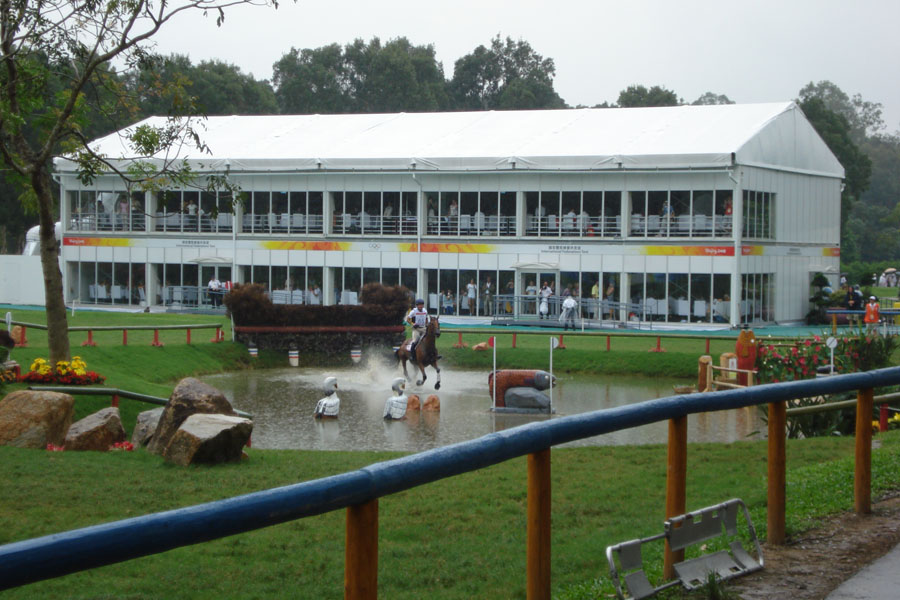
國家體育總會休息室
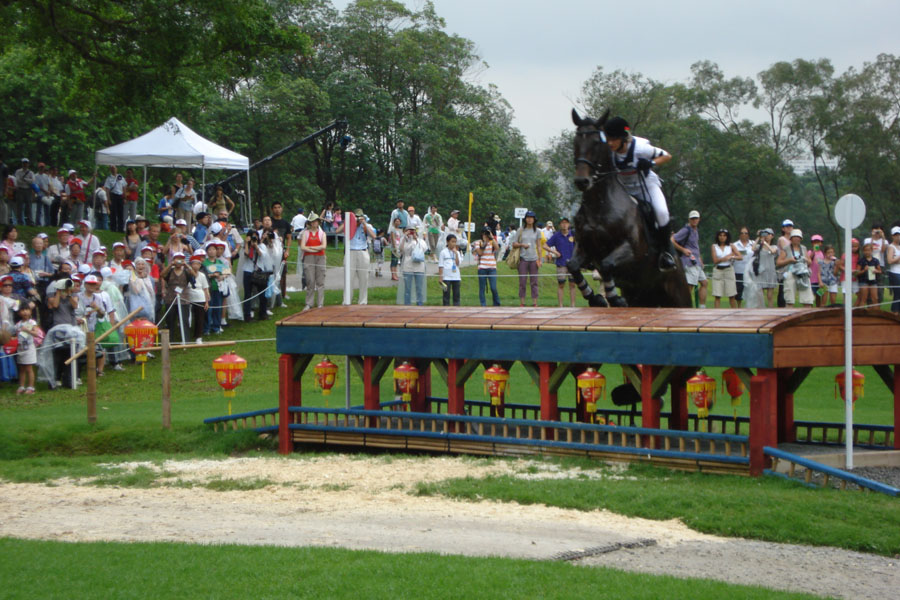
具中國特色的障礙

## 訓練場地
訓練場地是由彭福公園和沙田馬場改建而成。此處設13個場地障礙賽及盛裝舞步練習場及3條練習賽道，包括：1條長800米，放置越野障礙物的越野賽練習賽道、1條1000米的全天候策馬跑道以及1條800米的河畔草地跑道。
香港賽馬會雙魚河鄉村會所及鄰近的香港高爾夫球會則設有越野障礙物。賽道及熱身場均鋪設了特別適合香港多雨水氣候的百慕達草，有助排水及為馬匹提供良好的承托力。

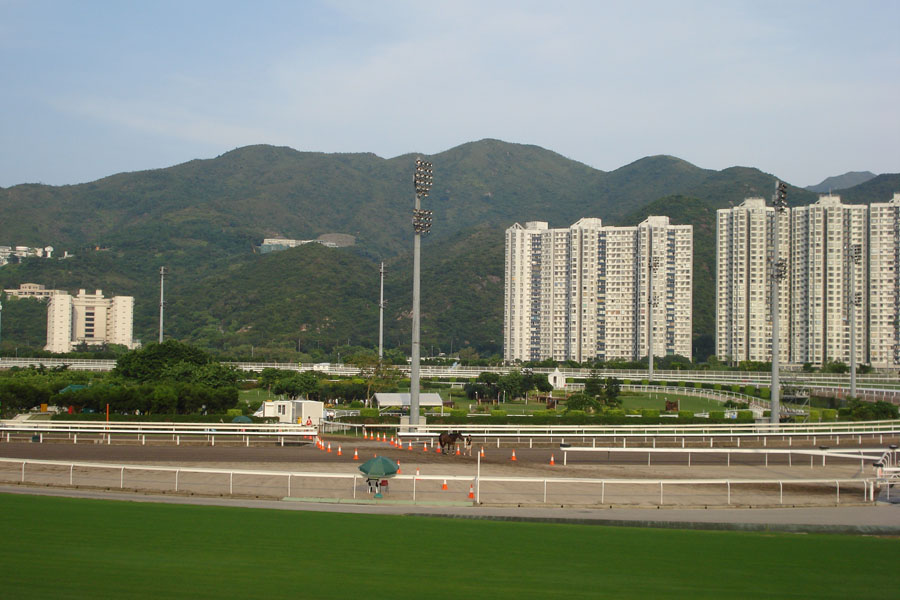
彭福公園的草地訓練場地
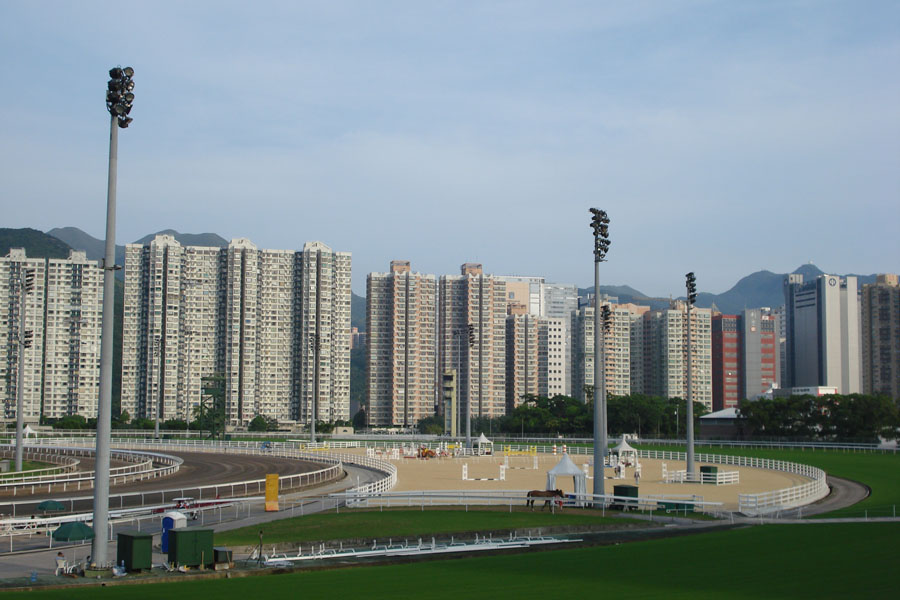
沙田馬場跑道的沙地訓練場地

## 場地設施

### 馬廐
海外馬匹自飛機運抵香港國際機場後，由車隊及警察護送至沙田馬術主賽場馬廐區，車程大約40分鐘。
香港體育學院主馬廐區共有5座馬房，採用高樓底設計，地方通爽，能容納220多匹參賽馬。

### 醫療設備
馬廐旁設有獸醫診所，為馬匹提供即時診斷及治療。此外，原位於沙田馬場的「馬醫院」，具有國際水平的醫療設備、專業獸醫和馬匹護理人員，在奧運期間為參賽馬匹提供重要的醫療服務。
另外，場內設有於2001年獲「獸醫聯合會」授給「參考化驗所」參格的賽事化驗所，具備800萬美元的先進設備，為亞洲區內唯一合資格和富經驗的化驗所，負責奧運馬術化驗工作的一切事宜。

## 場地特色
由於馬匹須於賽場作出奔騰跳躍等高難度動作，場地除了不能太硬、太軟，也不能有積水的情況發生。2006年，香港聘請了海外馬術場地專家，針對香港潮濕炎熱的氣候，為奧運馬術主賽場地及越野障礙賽場地度身設計場地結構，歷時18個月，共花費12億港元。
另外，為嚮應北京環保奧運的宗旨，場地所有原有樹木均予以保留（或移植），並加種500棵樹木。

### 場地結構
賽場之地面並非一般的沙石，共分為三層，分別為：混合沙、軟墊、疏水碎石層，集排水和減輕震盪之優點。頂層採用德國入口的布料和纖維，加上幼細的沙粒，組成混合沙；第二層為外國進口的軟墊，為減輕馬匹著地時的衝擊力；底層為疏水碎石層，有利雨水迅速排走。

### 可持續發展
奧運比賽後，馬術項目大部分設施將會保留：
- 雙魚河奧運練習場地將會成為馬術運動員訓練基地。
- 沙田馬術主賽場和室內練習場場地設施為配合香港體育學院重新發展計劃[1][2]，將進行復修及翻新工程，包括拆卸原主賽場的臨時座椅，及翻新火炭院址現有的室內體育大樓等，預計於2009年第三季完成第一階段工程，之後體院就會分階段遷回原址，並提供更先進及完善的配套，以繼續培訓香港優秀運動員。
- 彭福公園將成為以「馬」為主題之公園，開放給市民使用。

## 場地交通
- HK1：大學鐵路站 ←→ 香港奧運馬術比賽場地（沙田）
- HK2：粉嶺鐵路站（百和路） ←→ 香港奧運馬術比賽場地（雙魚河）
- HK3：粉嶺鐵路站（粉嶺車站路） ←→ 香港奧運馬術比賽場地（雙魚河）

## 場地交還香港賽馬會
香港賽馬會正值更新馬房，在馬術比賽結束後，沙田地區部份場地交還予香港賽馬會。香港賽馬會亦改善沙田馬場馬房，擴建馬格增加練馬師養馬數量。部份練馬師受到裝修影響，暫時遷移奧運馬房，直到相關馬房位置改建完成為止，但有不少練馬師指奧運馬房影響馬匹作戰能力，間接導致胡森、孫達志及麥菲文先後因成績不達標從而吊銷或自願交還香港練馬師牌照。胡森甚至與香港賽馬會對薄公堂。